# Bellikon
Bellikon es una comuna suiza del cantón de Argovia, situada en el distrito de Baden. Limita al norte con la comuna de Remetschwil, al noreste con Spreitenbach, al este con Bergdietikon, al sur con Widen, al suroeste con Eggenwil, y al oeste con Künten.